# Scott Kennedy
Scott Fitzgerald Kennedy (* 31. März 1997 in Calgary) ist ein kanadisch-deutscher Fußballspieler.

## Karriere

### Verein
Kennedy begann im Alter von sechs Jahren beim Calgary West SC mit dem Fußballspielen und im weiteren Verlauf für den Calgary Chinooks FC. Im Jahr 2015 nach Deutschland gelangt, spielte er zunächst für den SB Chiemgau Traunstein in der Staffel Südost der sechstklassigen Landesliga Bayern, in der er am ersten Spieltag im Juli bei der 1:2-Niederlage im Auswärtsspiel gegen den FC Deisenhofen sein erstes Spiel bestritt. Nach weiteren 30 Saisoneinsätzen, in denen er zwei Tore erzielte, war er in der Folgesaison für den FC Amberg in der Staffel Nord der fünftklassigen Bayernliga aktiv. Für Amberg absolvierte elf Partien in der fünften Liga.
Im Sommer 2017 wechselte er zum österreichischen Regionalligisten SV Grödig. Sein Debüt in der Regionalliga gab er im Juli 2017 gegen den FC Pinzgau Saalfelden. In jenem Spiel, das Grödig 3:1 gewann, erzielte Kennedy zudem seinen ersten Treffer in der Regionalliga. Bis zum Ende der Spielzeit 2017/18 kam der Abwehrspieler zu 24 Einsätzen in der Westliga.
Im Juli 2018 wechselte er zum Zweitligisten SK Austria Klagenfurt. Im selben Monat debütierte er in der 2. Liga, als er am ersten Spieltag der Saison 2018/19 gegen den SC Austria Lustenau in der Startelf stand. In zwei Spielzeiten bei den Kärntnern kam er zu 38 Zweitligaeinsätzen, in denen er drei Tore erzielte.
Zur Saison 2020/21 kehrte er nach Deutschland zurück, wo er beim Zweitligisten SSV Jahn Regensburg einen bis zum 30. Juni 2023 datierten Vertrag erhielt. Sein Debüt gab er am 31. Oktober 2020 (6. Spieltag) bei der 1:3-Niederlage im Auswärtsspiel gegen den SC Paderborn 07 mit Einwechslung für Florian Heister in der 72. Minute. Sein erstes Tor gelang ihm in der Folgesaison beim 3:0-Sieg am 31. Juli 2021 (3. Spieltag) im Heimspiel gegen den SV Sandhausen mit dem Treffer zum 2:0 in der 70. Minute. Insgesamt absolvierte Kennedy 69 Zweitligapartien, ehe er mit Jahn am Ende der Saison 2022/23 abstieg, woraufhin er den Klub per Vertragsende verließ.
Zur Saison 2023/24 kehrte er anschließend wieder nach Österreich zurück und wechselte zum Bundesligisten Wolfsberger AC, bei dem er einen bis 2025 laufenden Vertrag unterschrieb. Für Wolfsberg absolvierte er insgesamt 18 Partien in der Bundesliga. Im September 2024 wechselte Kennedy nach Belgien zum Zweitligisten KAS Eupen.

### Nationalmannschaft
Kennedy debütierte als Nationalspieler, als er für die A-Nationalmannschaft am 8. Juni 2021 in Bridgeview im letzten Spiel der WM-Qualifikationsgruppe B beim 4:0-Sieg über die Nationalmannschaft Surinams 90 Minuten lang mitwirkte. Anschließend bestritt er beide WM-Qualifikationsspiele gegen die Nationalmannschaft Haitis in der 2. Runde sowie fünf Spiele in der 3. Runde. Im Wettbewerb um die CONCACAF Nations League 2022/23 wurde er in zwei Spielen der Gruppe A3, im Halbfinale – beim 2:0-Sieg über die Nationalmannschaft Panamas – und bei der 0:2-Niederlage im Finale gegen die US-amerikanischen Nationalmannschaft eingesetzt.